# Morvay Jenő
Morvay Jenő, Morvai Jenő (Tiszolc, 1902. augusztus 20. – Prága, 1945. május 7.) festőművész, grafikus, pedagógus.

## Élete
Morvai Sámuel és Blumenthal Gizella fia. Szülei bolttulajdonosok voltak és kiskereskedelemmel foglalkoztak. Tanulmányait a jeruzsálemi Bezalel Művészeti és Iparművészeti Akadémián végezte Abel Pann tanítványaként, majd néhány évig a prágai Képzőművészeti Főiskolán tanult. Ezután rajztanárként dolgozott különböző felvidéki középiskolákban. Az 1930-as években Munkácson telepedett le, ahol 1937-ben rendezték meg első önálló kiállítását. A következő évben kiadta linóleummetszeteit Grafika címmel album alakban, melyekhez Max Brod írt előszót. 1940-ben kinevezték a Munkácsi Zsidó Gimnázium igazgatójává. Az iskola évkönyveit is szerkesztette. A második világháború alatt több alkalommal behívták munkaszolgálatra. 1944 tavaszán deportálták. A felszabadulást követően megtudta, hogy családját elpusztították, ezért öngyilkos lett.
Tájképeket, portrékat, alakos kompozíciókat festett realista stílusban, a körvonalak hangsúlyozásával. Foglalkozott bábjátékkal is. Maga írta a színjátékokat és faragta a bábokat.